# Dieter Biallas

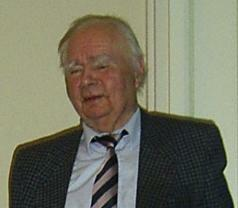
Dieter Biallas, 2006

Dieter Biallas (* 19. Juni 1936 in Eydtkuhnen; † 17. Juli 2016 in Hamburg) war ein deutscher Mathematiker und als Politiker (FDP; ab 2014 Neue Liberale) unter anderem von 1974 bis 1978 Zweiter Bürgermeister von Hamburg und Hamburger Senator für Kunst, Kultur und Wissenschaft in der Regierung des Ersten Bürgermeisters Hans-Ulrich Klose.

## Leben
Dieter Biallas wuchs nach der Flucht aus Ostpreußen in Mecklenburg (Grabow) auf und legte sein Abitur 1955 in Ludwigslust ab. Als Jugendlicher verlor er bei einer Explosion ein Auge, die linke Hand und mehrere Finger der rechten Hand. Er studierte zunächst in Potsdam und dann in Hamburg Mathematik. 1965 wurde er bei Emanuel Sperner über Verallgemeinerte Doppelverhältnisse und Endomorphismen von Vektorräumen zum Doktor der Naturwissenschaften promoviert. Er lehrte dann zunächst an den Universitäten Braunschweig, Hamburg und Gainsville, Florida, USA, bevor er 1968 zum Professor an der Universität Hamburg berufen wurde.
Biallas gehörte seit 1969 der FDP an und stieg schnell in die Führungsspitze des Hamburger Landesverbandes auf. Von 1974 bis 1978 war er Mitglied der Hamburgischen Bürgerschaft. Zunächst zum Fraktionsvorsitzenden gewählt, ruhte sein Mandat seit seiner Wahl zum Senator. Am 30. April 1974 wurde Biallas in den Senat der Freien und Hansestadt Hamburg gewählt, wo er bis zum 28. Juni 1978 das Amt des Zweiten Bürgermeisters bekleidete und die Behörde für Wissenschaft und Kunst leitete. Dieter Biallas machte die Gründung der Technischen Universität Hamburg-Harburg zum Gegenstand der Koalitionsverhandlungen mit der SPD.
Von 1978 bis 1986 war er Vertreter des Deutschen Entwicklungsdienstes in Daressalam, Kuala Lumpur und Lusaka und ab 1986 der Gesellschaft für Technische Zusammenarbeit zunächst Landesvertreter der GTZ in Kairo und später Bereichsleiter für Afrika. Mit dem Zusammenbruch der ehemaligen Sowjetunion konnte er seine Russischkenntnisse zum Einsatz bringen, als er die Osteuropa-Abteilung der GTZ aufbaute und später diesen Bereich übernahm. Er leitete bis 2002 die deutsche Abteilung von Transparency International.
Biallas lagen sowohl die Förderung von Frauen als auch der kulturelle Austausch zwischen seiner Heimat Ostpreußen und Nachkriegsdeutschland sehr am Herzen. In diesem Rahmen baute er enge Beziehungen mit der Metzler-Stiftung auf und organisierte gemeinsam mit dieser in den 1990er Jahren Künstleraustausche zwischen Kaliningrad und Frankfurt. Nach seiner Pensionierung setzte er diese Aktivitäten in Hamburg fort.
Ende August 2014 kündigten Biallas und der ehemalige stellvertretende Landesvorsitzende der Hamburger FDP, Najib Karim, die Gründung einer neuen, sozialliberalen Partei an. Biallas und Karim waren im Monat zuvor, erzürnt über das Kandidatennominierungsverfahren, aus der FDP ausgetreten. Die Gründung der Partei Neue Liberale – die Sozialliberalen fand am 28. September 2014 in Hamburg statt.
Aus einer 1961 geschlossenen Ehe gingen zwei Töchter hervor.

## Veröffentlichungen
- Verallgemeinerte Doppelverhältnisse und Endomorphismen von Vektorräumen. Aus: Abhandlungen aus dem Mathematischen Seminar der Universität Hamburg, Band 29, 1966, Heft 3/4, Seiten 263–291, Hamburg 1966, DNB 481406743 (Dissertation Universität Hamburg, Mathematisch-naturwissenschaftliche Fakultät, 6. Juli 1966).
- mit Hans-Ulrich Klose und Volker Rühe: SPD – CDU – FDP Beiträge zur Grundsatzprogrammatik der politischen Parteien. Verlag Lütcke & Wulff, Landeszentrale für politische Bildung, Hamburg 1974, DNB 740867040; 4. Auflage 1977.